# Кайдарашвили, Александр
Александр Кайдарашвили (груз. ალექსანდრე კაიდარაშვილი; 2 ноября 1978, Тбилиси, СССР) — грузинский футболист, нападающий. Финалист Кубка Украины 1999/2000.

## Клубная карьера
Начинал карьеру в составе грузинского клуба «Дила». В 1998 году выступал за команду «Одиши», но вскоре вернулся в «Дилу». Зимой 1999 года перешёл в украинский клуб «Нива» (Тернополь). В составе «Нивы» Кайдарашвили провёл около года и сыграл 24 матча в чемпионате Украины, в которых забил 6 голов. По ходу сезона 1999/20 игрок подписал контракт с клубом «Кривбасс» и по итогам сезона занял с командой третье место в чемпионате страны, а также дошёл до финала Кубка Украины, в котором «Кривбасс» уступил киевскому «Динамо» 0:1. В «Кривбассе» игрок выступал как за основной состав, так и за фарм-клуб во второй лиге, но в клубе не задержался и в 2001 году вернулся в Грузию, где выступал за тбилисский «Локомотив», «Дилу», «Амери», «Боржоми» и «Месхети». Завершил карьеру в 2008 году.

## Карьера в сборной
В составе сборной Грузии провёл лишь один матч. 12 августа 1998 года Кайдарашвили появился на поле в товарищеской игре со сборной Азербайджана и отыграл весь матч.

## Достижения
«Кривбасс»
- Бронзовый призёр Чемпионата Украины: 1999/2000
- Финалист Кубка Украины: 1999/2000

«Локомотив» Тбилиси
- Обладатель Кубка Грузии: 2001/2002

«Амери»
- Обладатель Кубка Грузии: 2005/2006